# DIN SPEC
Eine DIN SPEC (SPEC für englisch specification) ist ein Standarddokument, das unter Leitung von DIN, Deutsches Institut für Normung e.V., nach dem PAS-Verfahren erarbeitet wird. Jeder hat die Möglichkeit, eine DIN SPEC zu initiieren bzw. zu erarbeiten, von Unternehmen und Organisationen bis hin zu wissenschaftlichen Einrichtungen und Start-ups. Ein solcher Standard kann innerhalb weniger Wochen in einem Workshop-Verfahren erarbeitet werden. Mit einer DIN SPEC kann somit in relativ kurzer Zeit ein Standard erstellt werden, mit dem eine bis dahin noch nicht standardisierte Technologie beschrieben werden kann. Dies kann im Interesse einer schnellen Markteinführung einer solchen Technologie liegen. DIN sorgt dafür, dass die DIN SPEC nicht mit bestehenden Normen kollidiert, und veröffentlicht sie auch international.
Eine Förderung ist u. a. durch das WIPANO-Programm des  Bundesministeriums für Wirtschaft und Energie (BMWi) für die Erstellung solcher Standards möglich.

## Unterschiede zwischen DIN-Norm und DIN SPEC
Aufgrund ihrer jeweiligen Charakteristik ergänzen sich Normung und Standardisierung. Während das Instrument der Normung dann gewählt werden sollte, wenn die Ergebnisse eine größtmögliche öffentliche Legitimation benötigen, kann auf die Standardisierung zurückgegriffen werden, wenn es vor allem auf Schnelligkeit ankommt oder der breite Konsens (noch) nicht erforderlich oder vorhanden ist. Eine DIN SPEC kann die Basis für eine DIN-Norm sein.

### DIN-Norm
- Erarbeitung: erfolgt im Arbeitsausschuss
- Experten: Gremien sind angemessen sowie ausgewogen zusammengesetzt und alle interessierten Kreise sind vertreten.
- Projektantrag: Entscheidung erfolgt durch das zuständige Organ – Arbeitsausschuss oder je nach Geschäftsordnung durch den Beirat.
- Konsens: Vollkonsens = alle interessierten Kreise
- Entwurfsveröffentlichung: obligatorisch
- Finanzierung des Projekts: Nach den Finanzierungsrichtlinien von DIN bzw. des Normenausschusses. i. d. R. durch Projektmittel und Beiträge abgedeckt.[5]
- Veröffentlichung der DIN NORM: Kostenpflichtig über den Beuth Verlag. Die Anwender sorgen durch den Kauf von Normen dafür, dass die privatwirtschaftliche Organisation der Normungsarbeit erhalten bleibt. Die Arbeit von DIN wird zu rund 75 Prozent durch den Verkauf von Normen und Mitgliedsbeiträgen finanziert. Sie umfasst – neben der Erarbeitung der Normtexte – die Gewährleistung eines überschneidungsfreien Normenwerkes in seiner Gesamtheit, die Harmonisierung mit den europäischen und internationalen Normen sowie die ständige Überprüfung der Normen auf Übereinstimmung mit dem aktuellen Stand der technisch-wissenschaftlichen Entwicklung.[7]
- Aufnahme in das Deutsche Normenwerk: Jede DIN-Norm ist Teil des Deutschen Normenwerks.

### DIN SPEC
- Erarbeitung: Im temporären Gremium (Konsortium) für die Dauer der Erstellung (kein Organ eines Normenausschusses).
- Experten: Konstituierung des Konsortiums erfolgt beim Kick-Off. Alle, die sich im Zuge der Geschäftsplanveröffentlichung anmelden, werden eingeladen. Der endgültige Expertenkreis ist erst nach Verabschiedung des Geschäftsplans bekannt. Mindestens drei unterschiedliche Organisationen müssen beim Projekt, im Rahmen eines Konsortiums, mitarbeiten.
- Projektantrag: Entscheidung erfolgt durch DIN nach Veröffentlichung des Geschäftsplans.
- Konsens: Teilkonsens = Teilnehmer des Konsortiums (Mehrheitsbeschlüsse zulässig)
- Entwurfsveröffentlichung: optional
- Finanzierung des Projekts: Mitglieder des Konsortiums finanzieren das DIN SPEC Projekt nach vorheriger Kalkulation und Vertragsvereinbarung.[5]
- Veröffentlichung der DIN SPEC: Kostenlos über den Beuth Verlag. Um die Verbreitung und damit Entfaltung innovativen Wissens noch weiter zu beschleunigen, werden DIN SPEC kostenfrei angeboten.[7]
- Aufnahme in das Deutsche Normenwerk: DIN SPEC sind nicht Teil des Deutschen Normenwerks. Für sie gelten dennoch die Forderungen nach Einheitlichkeit und Widerspruchsfreiheit zum Deutschen Normenwerk.